# Torre de Meer
De Torre de Meer (in het Nederlands Toren van Meer) is een negentiende-eeuws klein fort in de gemeente Cardona (Bages), in de vallei van de Cardener ten noorden van Barcelona in Catalonië.
Het kleine fort werd in 1838 opgericht. Het is een typisch bouwwerk van de periode van de tweede carlinische oorlog (1846-1849), met een robuuste, conische structuur en enkele schietgaten. Tijdens de zevenjarige oorlog bleef de Burcht van Cardona in handen van de cristijnen, de aanhangers van Isabella II van Spanje. Om de burcht te verdedigen tegen de aanvallen van de carlijnen, aanhangers van Carlos María Isidro de Borbón, die de Cardonese zoutmijnen wilden veroveren, heeft de van Brabantse origine, Baron van Meer dit kleine fort als een vooruitgeschoven verdedigingspost laten oprichten. Het heeft vrij snel de naam van zijn bouwheer gekregen. Op 22 april 1949 werd het op de lijst der beschermde monumenten ingeschreven.
De toren speelt een belangrijke rol in de roman L'infern d'alabastre van Jordi Santasusagna.